# Picture Perfect Mysteries
Picture Perfect Mysteries ist eine US-amerikanische Kriminalfilm-Reihe, die zwischen Juni 2019 und Oktober 2020 auf dem Hallmark Channel zu sehen war. Die Hauptrollen übernahmen das Ehepaar Alexa Vega und Carlos PenaVega.
Die deutschsprachige Ausstrahlung der Reihe fand im Januar 2024 auf RTL Super statt.

## Handlung
Die Hochzeitsfotografin Allie Adams betreibt mit ihrem Assistenten Noah Addison und der angehenden Schauspielerin Maya ein Foto-Geschäft in Willow Haven. Dorthin verschlägt es auch den New-Yorker Detektive Sam Acosta, der in dem Städtchen ein neues Leben beginnen will, nachdem er einen Fall zuvor nicht lösen konnten, bei dem seine damalige Freundin verwickelt war. Bei einer Hochzeit kommt der Bräutigam zu Tode und Allie beginnt zu ermitteln. Dabei gerät sie zunächst mit Sam an einander. Mit der Zeit verstehen sie sich jedoch und verlieben sich. Während Sam zunächst nicht bereit ist für eine neue Beziehung, lernt Allie den Foto-Journalisten Daniel Drake kennen.

## Besetzung und Synchronisation
| Rollenname       | Schauspieler            | Folgen | Synchronsprecher |
| ---------------- | ----------------------- | ------ | ---------------- |
| Allie Adams      | Alexa Ellesse Vega      | 1–3    |                  |
| Sam Acosta       | Carlos Roberto PenaVega | 1–3    |                  |
| Greg Adams       | Jon Cor                 | 1      |                  |
| Nick Carlin      | Paul McGillion          | 1–3    |                  |
| Chief Debra Dunn | Marci T. House          | 1–3    |                  |
| Maya             | Sunita Prasad           | 1–3    |                  |
| Noah Addison     | Trezzo Mahoro           | 1–3    |                  |
| Daniel Drake     | Jesse Moss              | 2–3    |                  |
| Luis Acosta      | Erik Estrada            | 2      |                  |

## Episodenliste
| Nr. | Deutscher Titel           | Originaltitel      | Erstausstrahlung USA | Deutschsprachige Erstausstrahlung (D) | Regie      | Drehbuch                        |
| --- | ------------------------- | ------------------ | -------------------- | ------------------------------------- | ---------- | ------------------------------- |
| 1   | Hochzeitsbild mit Leiche  | Newlywed and Dead  | 16. Juni 2019        | 2. Jan. 2024                          | Ron Oliver | Marcy Holland & Walter Klenhard |
| 2   | Ein lupenreiner Raub      | Dead Over Diamonds | 26. Juli 2015        | 2. Jan. 2024                          | Ron Oliver | Marcy Holland & Walter Klenhard |
| 3   | Mord im Scheinwerferlicht | Exit, Stage Death  | 12. Juni 2016        | 9. Jan. 2024                          | Ron Oliver | Marcy Holland                   |